# Epirrhoe stenotaenia
Epirrhoe stenotaenia là một loài bướm đêm trong họ Geometridae.